# Elvire (pièce de théâtre)
Pour les articles homonymes, voir Elvire.
Elvire est une pièce de théâtre en quatre actes d'Henry Bernstein créée au Théâtre des Ambassadeurs le 27 janvier 1940.

## Thème et résumé
Au printemps 1939 la comtesse Elvire Siersberg fuit son Autriche natale pour échapper aux persécutions nazies. Son mari, emprisonné dans un camp de concentration meurt après avoir été torturé. Elvire s'est réfugiée à Paris où elle vient consulter l'avocat parisien Jean Viroy. Elle rencontre Claudine, la maitresse de l'avocat  ainsi que le meilleur ami de ce dernier, André, rédacteur en chef d'un hebdomadaire. Elvire travaille pour Jean, devient sa maitresse puis le quitte et part à l'étranger d'où elle envoie des articles à André.
Michèle Fingher analyse la volonté de l'auteur : "Avec la montée au pouvoir d’Hitler, Bernstein prend conscience de la nécessité d’une véritable solidarité avec les juifs. Les Allemands sont sur le point d’envahir la France. Bernstein écrit Elvire pour protester contre la situation tragique des juifs allemands et autrichiens".

## Création en 1940
La pièce est représentée pour la première fois au Théâtre des Ambassadeurs le 27 janvier 1940. Henry Bernstein en est le directeur depuis 1938.
Distribution
- Elvire : Elvire Popesco
- Jean Viroy : Henri Rollan
- Claudine de Gaige : Jeanine Crispin
- André Cormagnin : Julien Carette

L'accueil est contrasté. Une des critiques les plus positives est celle parue dans le journal Gringoire (sous la signature de Robert Merac)  : "Elvire c’est, traité avec un tact, une sobriété et une maîtrise magnifique, le grand drame collectif de la conquête nazie, de la propagation de la peste brune qui, sous le plus émouvant et le plus séduisant des aspects, s’insinue dans notre vie facile et quotidienne, laquelle, malgré la menace suspendue sur nos têtes, poursuivait encore voici à peine dix mois, son train familier et égoïste". 

## Reprise en 2002 au Théâtre Marigny
La pièce est reprise au Théâtre Marigny (salle Popesco) du 17 janvier au 29 juin 2002, dans une mise en scène de Patrice Kerbrat avec la distribution suivante :
- Elvire Siersberg : Caroline Silhol
- Jean Viroy : Jean-Pierre Cassel
- Claudine de Gaige : Anne Consigny
- André Cormagnin : Philippe Magnan
- Le valet de chambre : Tristan Petitgirard

La pièce est bien accueillie comme en témoignent ses  nominations aux Molières 2002 : meilleure comédienne : Caroline Silhol ; meilleur comédien dans un second rôle : Philippe Magnan ;
meilleure comédienne dans un second rôle : Anne Consigny, meilleur décorateur : Edouard Laug ;  meilleur metteur en scène : Patrice Kerbrat ; meilleure lumière : Laurent Beal ; meilleure pièce du répertoire.

## Reprise en 2018 à la Comédie Claude Volter
En mars 2018 Elvire est mise en scène par Michel Wright. 
Distribution
- Elvire : Stéphanie Moriau
- Jean Viroy : Jean-Claude Frison
- Claudine : Natacha Amal
- André Cormagnin : Michel de Warzée
- La valet de chambre : Sergio Zanforlin